# 포커스 그룹 테스트
포커스 그룹 테스트(Focus Group Test, FGT)는 게임의 컨텐츠를 실험하는 소수그룹을 의미한다. CBT는 게임을 플레이하며 즐기는 유저의 입장이라면 FGT는 조금 더 게임 컨텐츠적인 부분을 평가하는 전문적인 성향을 가진다. FGT는 게임에 전반적인 이해도가 있는 소수그룹을 운영하여 컨텐츠를 실험하는 만큼 뽑히기 어렵다. FGT도 CBT와 마찬가지로 한정된 기간에 집중적으로 플레이를 한다.